# María Pérez Rabaza
María Pérez Rabaza (San Fausto de Campcentellas, provincia de Barcelona, 24 de diciembre de 2001) es una futbolista profesional española que juega como centrocampista en el F. C. Barcelona y España.

## Carrera en clubes
Comenzó a jugar en el equipo local Sant Fost UE, permaneciendo durante seis temporadas antes de pasar tres al C. F. Penya Blanc i Blava La Roca, afiliado al Espanyol. Luego estuvo dos años en el equipo juvenil especializado C. F. Damm; en la temporada 2018-19 ayudó al equipo a ganar un doblete y fue nombrada una de sus capitanas para la temporada 2019-20.
Fichó por el Barcelona B en 2020, y jugó por primera vez en Primera División con el primer equipo F. C. Barcelona el 22 de junio de 2021, justo a tiempo para ver al equipo conseguir un triplete continental. Marcó un gol con el Barcelona en la pretemporada 2021-22, fue convocada a lo largo de esta temporada y jugó ocho partidos en todas las competiciones con el primer equipo.
Para la temporada 2022-23, fue capitana del equipo B. Tuvo su primera titularidad con el primer equipo en noviembre de 2022, jugando los 90 minutos. En enero de 2022 comenzó como central en su partido de Copa de la Reina contra Osasuna, que el Barcelona ganó 9-0 pero se dio como victoria técnica a favor de Osasuna.
Habiendo aparecido tanto en el Barcelona como en el equipo B en la temporada liguera 2022-23, ganó ambas ligas (Primera División y Primera Federación respectivamente) el mismo día, 30 de abril de 2023, ambas con partidos de sobra. También ganó la Supercopa de España y la Liga de Campeones Femenina de la UEFA con el primer equipo en 2022-23; al final de la temporada, expiró su contrato con el equipo B y renovó con un contrato indefinido con el primer equipo.
Tanto Pérez como el Barcelona querían que ella tuviera más experiencia de juego en la categoría máxima, por lo que la enviaron a préstamo por un año al Sevilla antes de la temporada 2023-24. La misma cesión la habían completado anteriormente sus compañeras del Barcelona Claudia Pina y Cata Coll, con éxito.

## Carrera internacional
Representó a España en sub-19 y sub-23 antes de ser llamada a la selección absoluta en noviembre de 2022 a la edad de 20 años, dejando un campamento de entrenamiento sub-23 en curso para unirse a ellos, mientras todavía estaba registrada principalmente con Barcelona B en la segunda división de la liga del país y habiendo jugado solo 97 minutos de fútbol de alto nivel durante la temporada. Reemplazando a una jugadora lesionada, la convocatoria de Pérez se consideró sorprendente, dada su relativa inexperiencia, y se vio como el técnico Jorge Vilda llamando a jugadoras más jóvenes para evitar tener que reconocer a las quince jugadoras que se habían retirado de la selección.
Hizo su debut internacional absoluta como suplente contra Japón el 15 de noviembre de 2022. En abril de 2023, fue sacada nuevamente del entrenamiento sub-23 para unirse al equipo senior cuando otra jugadora tuvo que retirarse lesionada, antes de ser nombrada directamente para el equipo para la Copa Mundial Femenina de Fútbol de 2023 en junio de 2023, donde se ha proclamado campeona del mundo.